# Kónya István (vallástörténész)
Kónya István (Karcag, 1923. március 1. – Debrecen, 2004. szeptember 7.) egyetemi tanár, vallástörténész, valláskritikus, a filozófiai tudományok doktora. A kálvinizmus neves kutatója. 1957 és 1959 valamint 1966 és 1972 között a debreceni Kossuth Lajos Tudományegyetem (ma Debreceni Egyetem) rektorhelyettese, 1975 és 1981 között pedig rektora. 1954 és 1990 között az egyetem marxizmus-leninizmus tanszékének, majd tanszékcsoportjának, később intézetének vezetője.

## Élete
1943-ban kitüntetéssel érettségizett, majd felvették a Debreceni Magyar Királyi Tisza István Tudományegyetem (ma: Debreceni Egyetem) Bölcsészettudományi Kar matematika-fizika szakjára, ahol 1948-ban tanári diplomát szerzett. Diplomájának megszerzése után 1949-ben a karcagi Református Nagykun Gimnázium igazgatója lett. 1954-től a debreceni Kossuth Lajos Tudományegyetem marxizmus-leninizmus tanszékének vezetőjévé nevezték ki. Ezt a tisztséget 1990-ig megszakítás nélkül töltötte be.

## Tudományos fokozatai
Egyetemi doktor 1958, a filozófiai tudományok kandidátusa 1963, a filozófiai tudományok doktora 1975.

## Köztestületi tagságai
A Debreceni Akadémiai Bizottság tagja 1976–1990. között, a Társadalomtudományi II. Szakbizottság elnöke 1980–1990.
Az MTA II. Filozófiai és Történettudományok Osztálya, Filozófiai Bizottságának (ma: Filozófiai Tudományos Bizottság) volt tagja 1975–1990.

## Munkássága
Fő kutatási területe a kálvinizmus volt. Ezzel és más témákkal kapcsolatban sok cikke jelent meg rendszeresen különböző folyóiratokban.

## Elismerései, kitüntetései
Többek között megkapta a kijevi Sevcsenko Egyetem díszdoktora címet 1976-ban, az Oktatásügy Kiváló Dolgozója lett és ezeken kívül még számos állami kitüntetésben is részesült.

## Megjelent könyvei
- A magyar református egyház felső vezetésének politikai ideológiája a Horthy-korszakban (Akadémiai Kiadó, 1967)
- Tanulmányok a kálvinizmusról (Akadémiai Kiadó, 1975)
- Kálvinizmus és társadalomelmélet (Akadémiai doktori értekezés, Akadémiai Kiadó, 1979)
- A marxizmus valláselmélete és a hallgatók világnézeti nevelése (nemzetközi tanulmánykötet, amelynek szerkesztőbizottsági elnöke volt. Megjelent 1985-ben Debrecenben
- A "keskeny úton" a "szolgáló egyház" felé (Akadémiai Kiadó, 1988)

## Megjelent jelentősebb tanulmányai
- Az egyetemi hallgatók materialista világnézetre nevelésének néhány problémája (Egyetemi doktori értekezés, 1958)
- A matematika tárgya és helye a tudományok rendszerében (1965)
- A fasiszta fajelmélet lényege és cáfolata (1973)
- A kálvini dogmatika központi kérdése (1973)
- Kálvin János élete, tevékenysége, harcai (1975)
- A kálvinizmus kutatás néhány időszerű problémája (1976)
- Szociáletika vagy társadalomelmélet (1978)